# Gasterosteus crenobiontus
Gasterosteus crenobiontus är en fiskart som beskrevs av Mihai Bacescu och Mayer, 1956. Gasterosteus crenobiontus ingår i släktet Gasterosteus och familjen spiggfiskar. IUCN kategoriserar arten globalt som utdöd. Inga underarter finns listade i Catalogue of Life.